# Ashley Smith-Brown
Ashley Smith-Brown (Manchester, 31 maart 1996) is een Engels voetballer die bij voorkeur als linksback speelt.

## Clubcarrière
Smith-Brown is afkomstig uit de jeugdopleiding van Manchester City. Hij wordt tijdens het seizoen 2016/17 verhuurd aan NAC Breda. Op 5 augustus 2016 debuteerde hij in de Eerste divisie tegen Jong FC Utrecht. Hij begon in de basiself en werd na 85 minuten vervangen. De club uit Breda won de openingswedstrijd van het seizoen 2016/17 met 4–1 na treffes van Jeff Stans, Cyriel Dessers, Bodi Brusselers en Gianluca Nijholt. Smith-Brown had bij The Citizens nog een doorlopend contract tot medio 2019.
Hij werd vervolgens verhuurd aan Heart of Midlothian en Oxford United voordat hij medio 2018 overgedaan werd aan Plymouth Argyle.

## Statistieken
| Seizoen         | Club            | Competitie      | Competitie | Competitie | Beker | Beker | Internationaal | Internationaal | Totaal | Totaal |
| Seizoen         | Club            | Competitie      | Wed.       | Dlp.       | Wed.  | Dlp.  | Wed.           | Dlp.           | Wed.   | Dlp.   |
| --------------- | --------------- | --------------- | ---------- | ---------- | ----- | ----- | -------------- | -------------- | ------ | ------ |
| 2016/17         | Manchester City | Premier League  | —          | —          | —     | —     | —              | —              | —      | —      |
| 2016/17         | → NAC Breda     | Eerste divisie  | 5          | 1          | 0     | 0     | —              | —              | 5      | 1      |
| Club totaal     | Club totaal     | Club totaal     | 5          | 1          | 0     | 0     | 0              | 0              | 5      | 1      |
| Carrière totaal | Carrière totaal | Carrière totaal | 5          | 1          | 0     | 0     | 0              | 0              | 5      | 1      |

Bijgewerkt tot 8 september 2016